# Cheick Doukouré
Cheick Doukouré (Abidjan, 11 september 1992) is een Frans-Ivoriaans-Guinees voetballer die doorgaans als defensieve middenvelder speelt. Hij verruilde FC Metz in augustus 2017 voor Levante UD. Doukouré debuteerde in 2015 in het Ivoriaans voetbalelftal.

## Clubcarrière
Doukouré komt uit de jeugdopleiding van Lorient. Tijdens het seizoen 2012/13 werd hij verhuurd aan SAS Épinal, op dat moment actief in de Championnat National. Daarvoor maakte hij één doelpunt in 23 competitiewedstrijden. In 2013 keerde hij terug bij Lorient. In 2014 verhuisde hij naar Metz, in de Ligue 1. Hij degradeerde met Metz in het seizoen 2014/15 uit de hoogste divisie.

## Interlandcarrière
Doukouré werd geboren in Abidjan (Ivoorkust), maar emigreerde op jonge leeftijd naar Frankrijk. Hij speelde twee interlands voor Frankrijk -18 en drie voor Frankrijk -19. Doukouré debuteerde in 2015 in het Ivoriaans voetbalelftal.
1 Vegas ·
2 Son ·
3 Toño ·
4 Pier ·
5 Radoja ·
6 Duarte ·
7 León ·
9 Roger ·
10 Bardhi ·
11 Morales  ·
12 Malsa ·
13 Fernández ·
14 Vezo ·
15 Postigo ·
16 Rochina ·
17 Vukčević ·
18 De Frutos ·
19 Clerc ·
20 Miramón ·
21 Gómez ·
22 Melero ·
23 Coke ·
24 Campaña ·
25 Doukouré ·
34 Cárdenas ·
Coach: López